# Emilín
Emilio García Martínez, meglio noto come Emilín, (San Román de Candamo, 12 settembre 1912 – Oviedo, 30 marzo 1977) è stato un calciatore spagnolo.
In attività giocava nel ruolo di attaccante. È il sesto miglior marcatore della storia del Real Oviedo.

## Palmarès

### Club

#### Competizioni nazionali
- Segunda División: 1

Real Oviedo: 1932-1933